# Vincamină
Vincamina este un alcaloid monoterpenoidic derivat de indol, fiind întâlnită în frunzele speciei Vinca minor (saschiu, cununiță), care conține 25-65% alcaloizi indolici în procente de masă. Poate fi obținută și prin sinteză organică, plecând de la unii alcaloizi cu structură similară. Un exemplu este semi-sinteza sa de la tabersonină.

## Utilizări medicale
Vincamina este utilizată în tratamentul simptomatic al deficitului patologic cognitiv și neurosenzorial cronic al pacienților vârstnici (cu
excepția bolii Alzheimer și a altor tipuri de demențe). În Statele Unite, este utilizat ca supliment alimentar.